# 罗纳德·布雷布纳
罗纳德·布雷布纳（英語：Ronald Brebner，1881年9月23日—1914年11月11日），英国男子足球运动员，司职守门员。他曾代表英国参加1912年夏季奥林匹克运动会足球比赛，获得一枚金牌。他也曾入选1908年夏季奥林匹克运动会英国足球队名单，但并未上场参赛。